# Ад в Тихом океане
«Ад в Тихом океане» (англ. Hell in the Pacific) — американский приключенческий фильм.

## Сюжет
Действие фильма происходит во время Второй мировой войны. На необитаемом острове в Тихом океане оказываются двое военных с противоборствующих сторон — американский пилот и японский военнослужащий в чине капитана.
Сперва они ненавидят и пытаются уничтожить друг друга. Затем каждый из них пытается спастись, обманув другого. Потом они понимают, что поодиночке им не спастись, и для того, чтобы покинуть остров, они начинают строить плот.

## В ролях
- Ли Марвин — американский пилот
- Тосиро Мифунэ — капитан Цурухико Курода

## Съёмочная группа
- Авторы сценария: Рубен Беркович, Александр Джейкобс и Эрик Берковичи
- Режиссёр: Джон Бурмен
- Продюсер: Рубен Беркович
- Исполнительные продюсеры: Генри Саперштайн и Селих Селихман
- Оператор: Конрад Холл
- Монтаж: Томас Стэнфорд
- Композитор: Лало Шифрин
- Художник: Энтони Прэтт и Масао Ямадзаки
- Декорации: Макото Кикути